# Dragocennyj podarok
Dragocennyj podarok (Драгоценный подарок) è un film del 1956 diretto da Aleksandr Arturovič Rou.